# DDH Das Dachdecker-Handwerk
DDH Das Dachdecker-Handwerk ist eine deutsche Zeitschrift für Dach-, Wand- und Abdichtungstechnik. In 22 Ausgaben pro Jahr erhalten Dachdecker Fach-Informationen für ihren Beruf. Die Themen orientieren sich an den Bedürfnissen des Marktes, die einzelnen Beiträge und Rubriken – Technik, Produkte, ZVDH, DACH+HOLZ, Betrieb und Branche – sind auf den Berufsalltag der Dachdecker zugeschnitten. Das Blatt enthält Marktübersichten, Konjunkturbarometer, Marktspiegel und  Messeberichterstattung.

## Geschichte
„Der Deutsche Dachdecker“ wurde ab 1879 vom Berliner Dachdecker Fritz Gerke geleitet, H. Knüppel war ab 1892 für die "Deutsche Dachdecker-Zeitung" verantwortlich, Heinrich Müller ab demselben Jahr für „Deutscher Dachdecker-Meister“. 1925 schlossen sich die drei Zeitschriften zum einheitlichen Organ "Deutsches Dachdecker-Handwerk" zusammen. Im Jahr 1931 wurde die Zeitschrift von Rudolf Müllers Buchdruckerei in Eberswalde bei Berlin übernommen und bis zur erzwungenen Einstellung 1945 wöchentlich herausgegeben.
Auf dem ersten Verbandstag der Nachkriegszeit in Marburg beschloss der neugegründete Zentralverband 1949, erneut eine Fachzeitschrift herauszugeben. In Zusammenarbeit mit dem Verlagshaus Rudolf Müller, zu dieser Zeit ansässig in Oldenburg, erschien der Titel "Deutsches Dachdecker-Handwerk". Ab dem 1. April 1950 änderte sich die Erscheinungsweise von wöchentlich auf 14-täglich. Bis auf zwei Doppelnummern zu Neujahr und im Spätsommer hat sich dieser Erscheinungsrhythmus bis heute gehalten. 1951 zog der Rudolf Müller Verlag nach Köln, 1969 folgte der ZVDH.
Mit der Ausgabe 1.1971 änderte DDH seinen Titel von „Deutsches Dachdecker-Handwerk“ in „Das Dachdecker-Handwerk“. Die Branche nannte die Zeitschrift damals schon nur DDH und tut es bis heute. 
DDH ist offizielles Organ des Zentralverbandes des Deutschen Dachdeckerhandwerks e.V. (ZVDH) und Fachzeitschrift der Internationalen Föderation des Dachdeckerhandwerks (IFD).

## Chefredakteure seit 1927
- 1927: Adolf Gros
- 1955: Hely Hoffmann-Hall
- 1956: Wolfgang Schüller
- 1968: Paul Fingerhut
- 1983: Hans-Jürgen Krolkiewicz
- 1985: Klaus-Peter Mende
- 1987: Volker Rutkowski
- 1996: Wolfgang Klinker
- 1998: Hans-Jürgen Below
- 2000: Elke Herbst
- seit 2014: Johannes Messer & Malte von Lüttichau